# Pisonia
Pisonia är ett släkte av underblomsväxter. Pisonia ingår i familjen underblomsväxter.

## Dottertaxa tillPisonia, i alfabetisk ordning[1]
- Pisonia aculeata
- Pisonia acuminata
- Pisonia albiflora
- Pisonia arborescens
- Pisonia areolata
- Pisonia artensis
- Pisonia boliviana
- Pisonia brevipetiolata
- Pisonia brunoniana
- Pisonia buxifolia
- Pisonia cafferiana
- Pisonia calafia
- Pisonia capitata
- Pisonia cephalotomandra
- Pisonia combretiflora
- Pisonia combretifolia
- Pisonia domingensis
- Pisonia donnellsmithii
- Pisonia floridana
- Pisonia fragrans
- Pisonia glabra
- Pisonia graciliflora
- Pisonia grandis
- Pisonia humilis
- Pisonia longifolia
- Pisonia macranthocarpa
- Pisonia mitis
- Pisonia monotaxadenia
- Pisonia nigricans
- Pisonia nitida
- Pisonia ochracea
- Pisonia olfersiana
- Pisonia pedicellaris
- Pisonia platystemon
- Pisonia procera
- Pisonia psammophila
- Pisonia pubescens
- Pisonia riedeliana
- Pisonia rufescens
- Pisonia suborbiculata
- Pisonia umbellifera
- Pisonia uniseriata
- Pisonia warmingii

## Bildgalleri

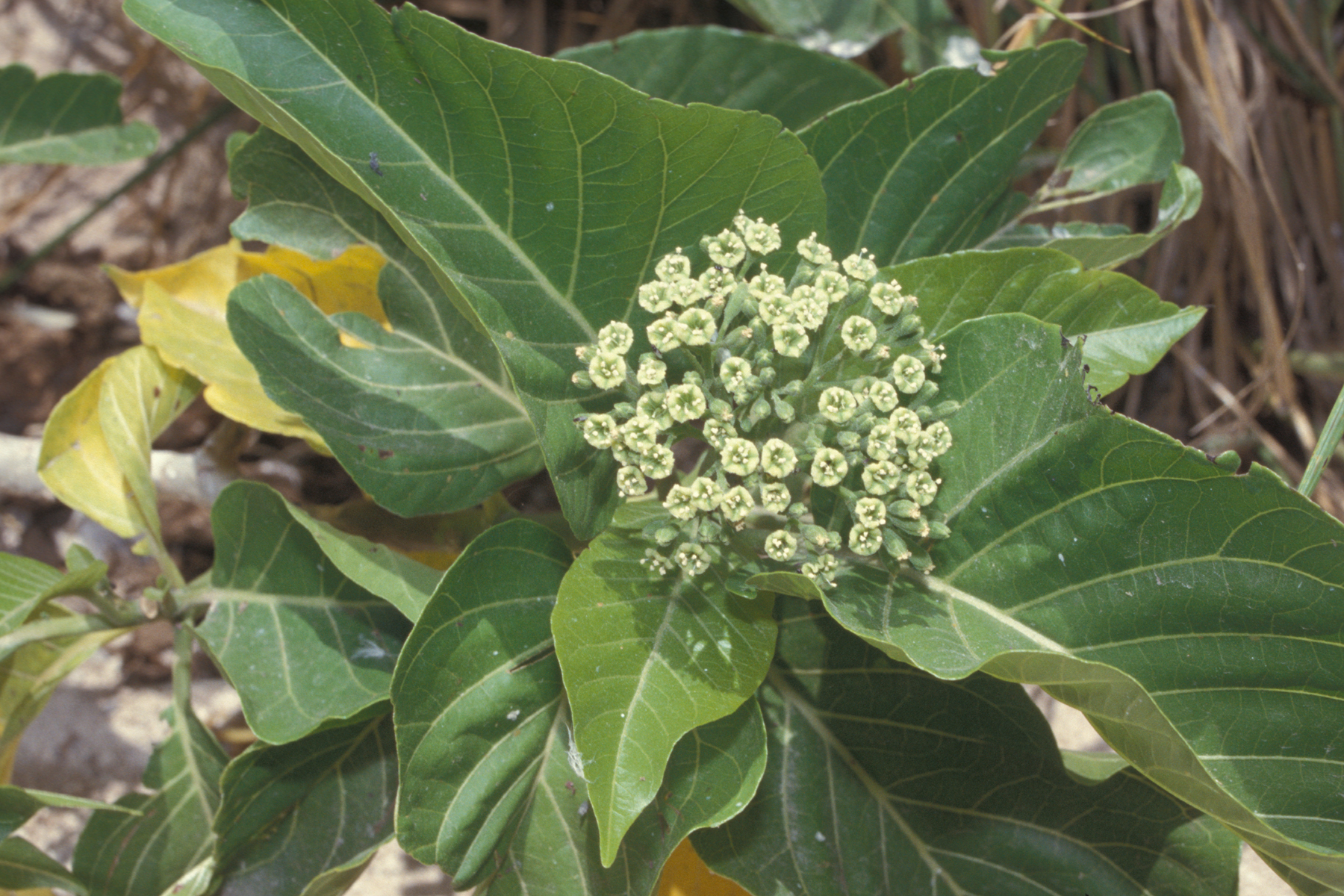
Pisonia grandis
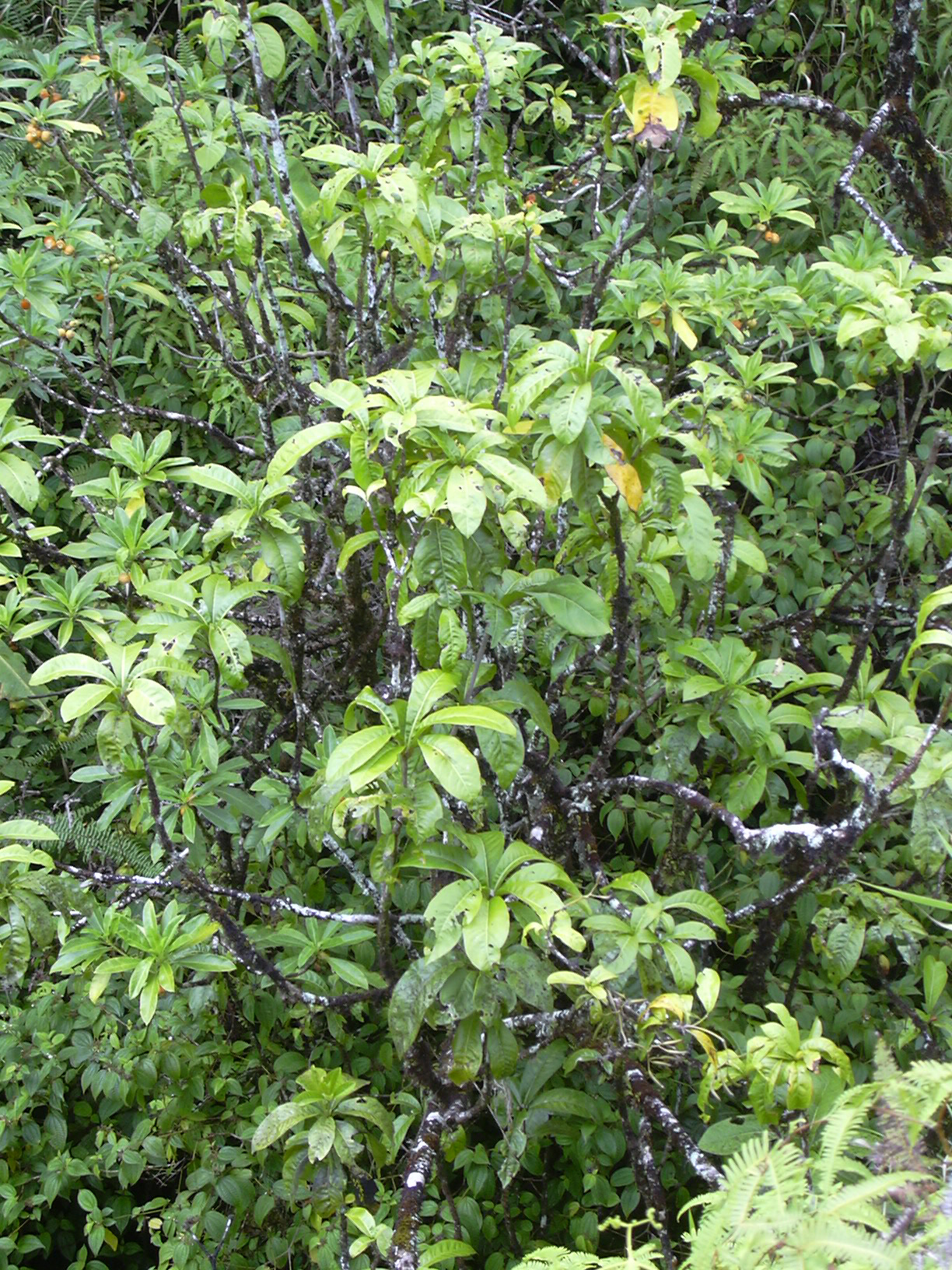
Pisonia umbellifera
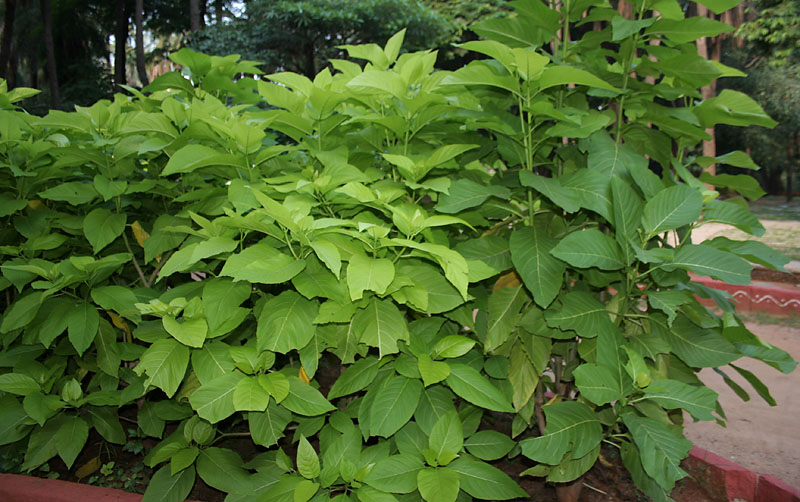
Pisonia alba
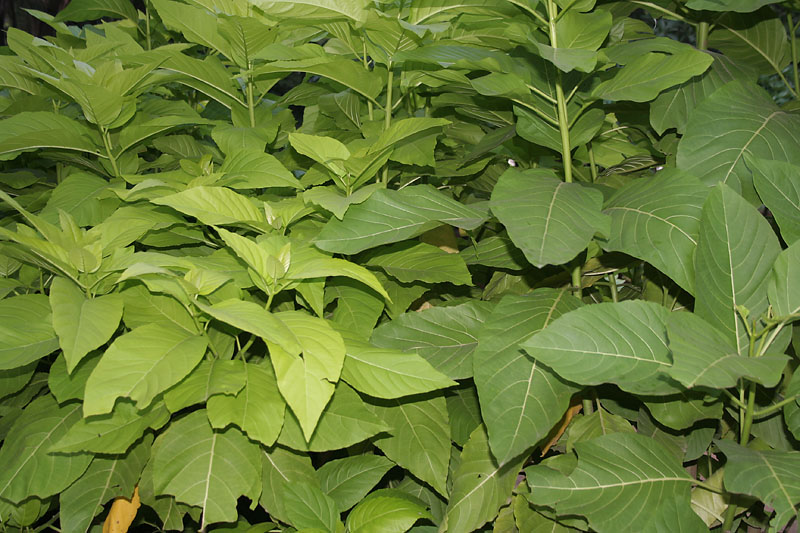
Pisonia alba
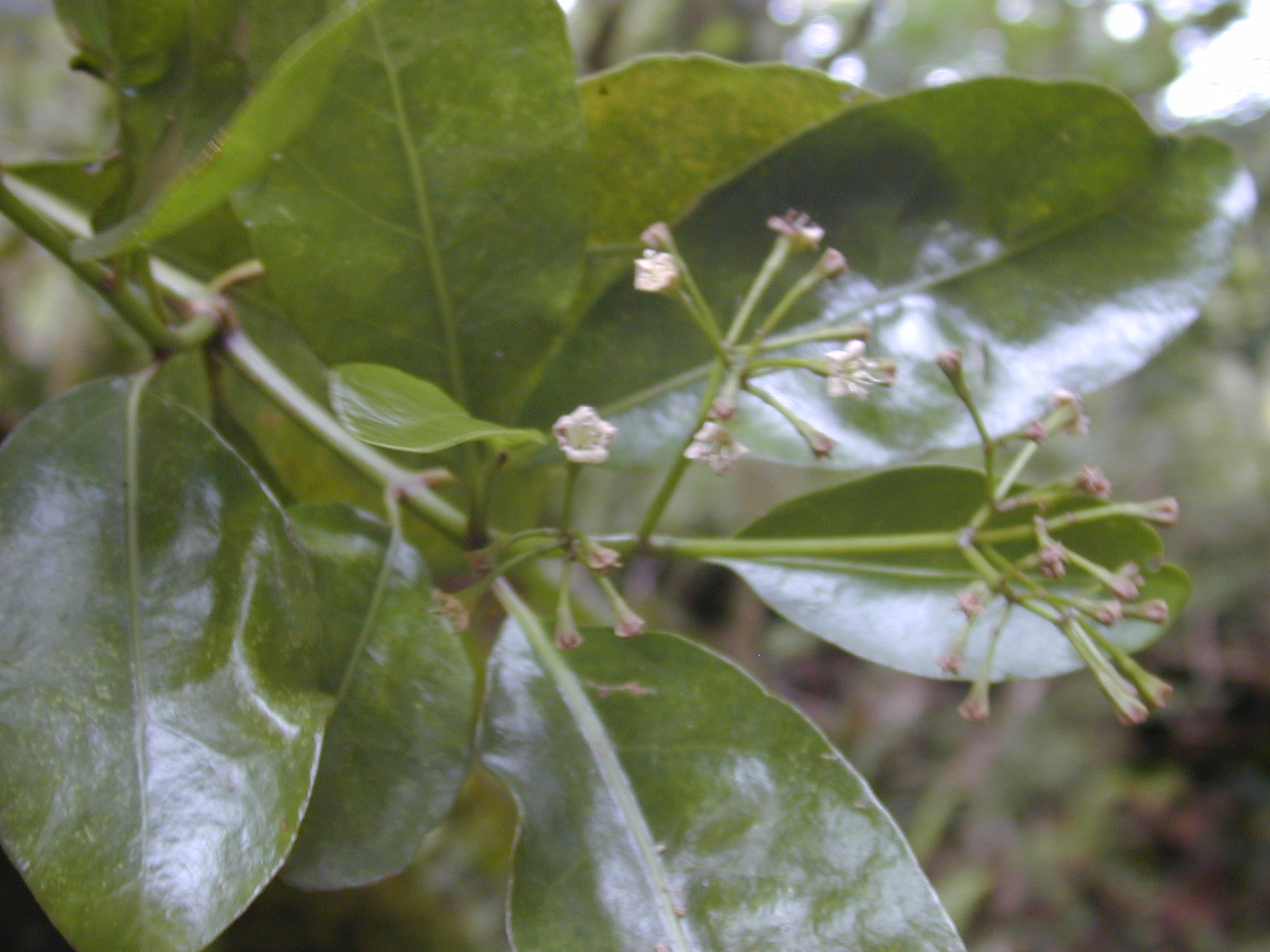
Pisonia brunoniana
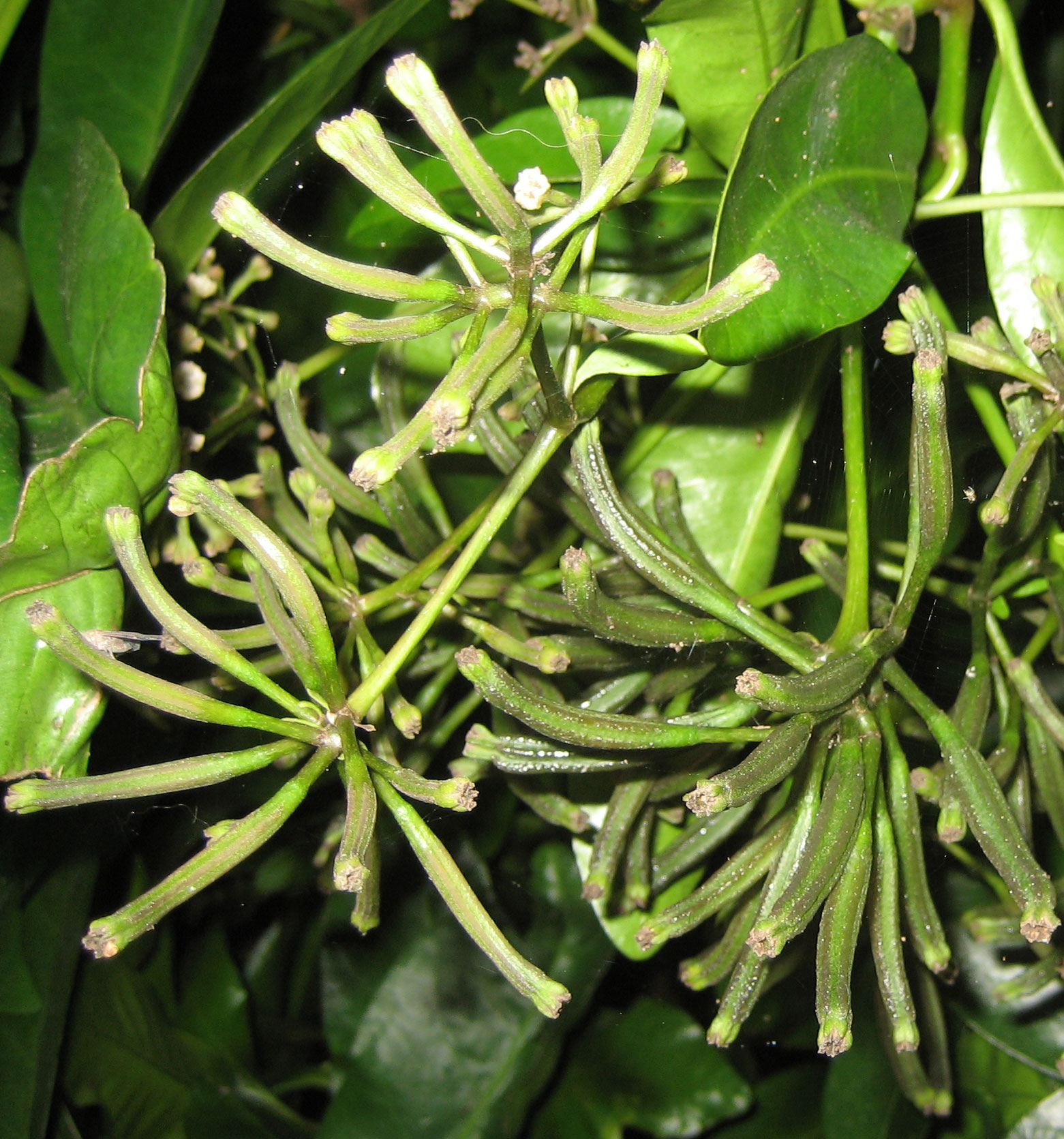
Pisonia brunoniana